# Pizarro (F-31)
La Pizarro (F-31) fue una fragata (originalmente construida y catalogada como cañonero) de la Armada Española.
Permaneció destinada en Portopí (Mallorca) desde 1946 hasta 1962, y desde ese momento hasta 1969 en Fernando Poo (parte de la Guinea Española, antigua colonia española de Guinea Ecuatorial).

## Historial
En 1948 fue designado para el traslado de las reliquias de San José de Calasanz, custodiadas en la Ciudad del Vaticano, desde Roma hasta Barcelona con motivo del centenario de su muerte. En 1949 trasladó al Rey Abd Allah de Jordania desde España hasta el Líbano. 
En marzo de 1969, durante la crisis diplomática entre España y Guinea Ecuatorial, participó en la evacuación de los españoles residentes en Guinea Ecuatorial, junto al crucero Canarias, el petrolero Teide (A-11) , la corbeta Descubierta (F-51) y los transportes de ataque Aragón (TA-11) y Castilla (TA-21).
Tras volver a la península después de la independencia de Guinea Ecuatorial, fue dado de baja y vendido para el desguace el 10 de octubre de 1970.
- Datos: Q6077094